# Каракудук (Павлодарская область)
Каракудук (каз. Қарақұдық) — село в Иртышском районе Павлодарской области Казахстана. Расположено в 165 км к северо-западу от областного центра — Павлодара и в 12 км к югу от районного центра — Иртышска. Административный центр Каракудукского сельского округа. Код КАТО — 554645100.

## История
Село Каракудук было центральной усадьбой животноводческого совхоза имени 10-летия Казахской ССР, основанного в 1930 году. В 1976 году на базе совхоза возникло Иртышское райспецхозобъединение (РСХО) по откорму и доращиванию скота. В 1988 году РСХО было вновь преобразовано в совхоз имени 10-летия Казахской ССР.

## Население
В 1985 году в селе жили 1328 человек. В 1999 году население села составляло 1017 человек (495 мужчин и 522 женщины). По данным переписи 2009 года, в селе проживало 492 человека (223 мужчины и 269 женщин).